# Сања Јовићевић
Сања Јовићевић (Цетиње, 23. јун 1988), је црногорска и српска глумица.

## Биографија
Сања је завршила Факултет драмских уметности у Цетињу. Удата је за Бранимира Поповића са којим има ћерку Софију. Велику популарност је стекла улогом Бојане Бачић у телевизијској серији Будва на пјену од мора. Глуми у телевизијским серијама и позоришним представама.

## Филмографија
| Год.         | Назив                    | Улога          |
| ------------ | ------------------------ | -------------- |
| 2011.        | Мали љубавни бог         | Мајка          |
| 2011 — 2014. | Будва на пјену од мора   | Бојана Бачић   |
| 2017.        | Santa Maria della Salute | Кнегиња Зорка  |
| 2019.        | Синђелићи                | Сенка          |
| 2020.        | Хотел Балкан             | Викторија Илић |
| 2023.        | Од јутра до сутра        | Миљана         |
| 2023.        | Убице мог оца            | Кристина       |
| 2024 — 2025. | Игра судбине             | Милена Буразер |